# Завала (окръг, Тексас)
Окръг Завала (на английски: Zavala County) е окръг в щата Тексас, Съединени американски щати. Площта му е 3372 km², а населението - 11 600 души (2000). Административен център е град Кристъл Сити.